# Данило Шербеџија
Данило Шербеџија (Загреб, 1971) је хрватски филмски режисер.
Отац му је глумац Раде Шербеџија, а сестра глумица Луција Шербеџија.

## Биографија
Данило Шербеџија рођен је 1971. у Загребу у коме је на Филозофском факултету дипломирао филозофију и грчки. Студије режије завршио је потом у Охају где му је професор био Рајко Грлић.
Он и његова сестра, глумица Луција Шербеџија, деца су из првог Радетовог брака са Иванком Церовац.

## Каријера
Посао редитеља отпочео је снимајући рекламе, што је и наставио док је четири године чекао да буде прихваћен његов сценарио за „72 дана“, а за то време режирао је и телевизијску серију „Луда кућа“.

## Филмографија
- 72 дана (2010)
- Ослобођење Скопља (2016)
- Тереза37 (2020)

## Награде
- 67. Пулски филмски фестивал : Велика златна арена за најбољи филм и Златна арена за режију за филм „Тереза37“[2]
- Годишња награда Владимир Назор за филм „Тереза37“